# 360-km-Rennen im Sandown Park 1988

Streckenlayout National Circuit des Sandown International Motor Raceway. Das Rennen fand auf dem knapp 800 Meter längeren International Circuit statt

Das 360-km-Rennen im Sandown Park 1988, auch Lucas Supersprint FIA World Sports Prototype Championship (Lucas Supersprint 360), Sandown, fand am 20. November auf dem Sandown International Motor Raceway statt und war der elfte und letzte Wertungslauf der Sportwagen-Weltmeisterschaft dieses Jahres.

## Das Rennen
Auf dem Sandown International Motor Raceway, einer permanenten Rennstrecke in Springlave, einem Vorort von Melbourne, fand der letzte Wertungslauf der Weltmeisterschaftssaison 1988 statt. Da alle Meister des Jahres bereits feststanden, verzichteten viele Rennteams auf eine Teilnahme und die weite Reise nach Australien. Die Sportprototypen-Weltmeisterschaft gewann Jaguar und Werksfahrer Martin Brundle die Fahrerweltmeisterschaft. Im FIA Cup für Gruppe-C2-Teams siegte der britische Rennstall Spice Engineering und im FIA Cup für Gruppe-C2-Fahrer Teameigner Gordon Spice. Das Rennen endete mit einem Doppelsieg der beiden Sauber C9. Nach einer Fahrzeit von 2:30:51,350 Stunden siegten Jean-Louis Schlesser und Jochen Mass sechs Sekunden vor den Teamkollegen Mauro Baldi/Stefan Johansson.

## Ergebnisse

### Schlussklassement
| 61              | C1 | 1   | Sauber Mercedes             | Jean-Louis Schlesser Jochen Mass         | Sauber-Mercedes C9/88 | 93 |
| 2               | C1 | 62  | Sauber Mercedes             | Mauro Baldi Stefan Johansson             | Sauber-Mercedes C9/88 | 93 |
| 3               | C1 | 1   | Silk Cut Jaguar             | Eddie Cheever Martin Brundle             | Jaguar XJR-9          | 93 |
| 4               | C1 | 2   | Silk Cut Jaguar             | Jan Lammers Johnny Dumfries              | Jaguar XJR-9          | 92 |
| 5               | C2 | 111 | BP Spice Engineering        | Gordon Spice Ray Bellm                   | Spice SE88C           | 88 |
| 6               | C1 | 20  | Team Davey                  | Tim Lee-Davey Neil Crang                 | Porsche 962C          | 88 |
| 7               | C2 | 115 | ADA Engineering             | Arthur Abrahams John Smith               | ADA 03                | 88 |
| 8               | C2 | 109 | Kelmar Racing               | Stefano Sebastiani Ranieri Randaccio     | Tiga GC288            | 84 |
| 9               | C2 | 127 | Chamberlain Engineering     | Andrew Miedecke Nick Adams               | Spice SE86C           | 82 |
| 10              | C2 | 183 | Maurer                      | Helmut Gall Walter Maurer                | Maurer Lotec C87      | 77 |
| 11              | C2 | 178 | Automobiles Louis Descartes | Michel Lateste Louis Descartes           | ALD 03                | 76 |
| Nicht klassiert |    |     |                             |                                          |                       |    |
| 12              | C2 | 198 | Roy Baker Racing            | Michael Hall John Bartlett               | Tiga GC286            | 56 |
| 13              | C2 | 103 | BP Spice Engineering        | Eliseo Salazar Thorkild Thyrring         | Spice SE88C           | 54 |
| Disqualifiziert |    |     |                             |                                          |                       |    |
| 14              | C1 | 26  | Ves Kanda Racing            | John Bowe Dick Johnson                   | Ves Kanda             | 87 |
| Ausgefallen     |    |     |                             |                                          |                       |    |
| 15              | C2 | 121 | GP Motorsport               | Philippe de Henning Costas Los           | Spice SE87C           | 87 |
| 16              | C2 | 124 | MT Sport Racing             | Pierre-François Rousselot Jean Messaoudi | Argo JM19C            | 73 |
| 17              | C1 | 40  | Swiss Team Salamin          | Giovanni Lavaggi Antoine Salamin         | Porsche 962C          | 41 |
| 18              | C2 | 107 | Chamberlain Engineering     | Jean-Louis Ricci Claude Ballot-Léna      | Spice SE88C           | 14 |

### Nur in der Meldeliste
Hier finden sich Teams, Fahrer und Fahrzeuge, die ursprünglich für das Rennen gemeldet waren, aber aus den unterschiedlichsten Gründen daran nicht teilnahmen.
| Pos. | Klasse | Nr. | Team                       | Fahrer                          | Chassis      |
| ---- | ------ | --- | -------------------------- | ------------------------------- | ------------ |
| 19   | C1     | 4   | Brun Motorsport            | Neil Crang                      | Porsche 962C |
| 20   | C1     | 77  | Gebhardt Motorsport        | Bob Wollek Giampiero Moretti    | Porsche 962C |
| 21   | C2     | 106 | Kelmar Racing              | Pasquale Barberio Vito Veninata | Tiga GC288   |
| 22   | C2     | 117 | Team Lucky Strike Schanche | Martin Schanche                 | Argo JM19C   |

### Klassensieger
| Klasse | Fahrer               | Fahrer      | Fahrzeug              | Platzierung im Gesamtklassement |
| ------ | -------------------- | ----------- | --------------------- | ------------------------------- |
| C1     | Jean-Louis Schlesser | Jochen Mass | Sauber-Mercedes C9/88 | Gesamtsieg                      |
| C2     | Gordon Spice         | Ray Bellm   | Spice SE88C           | Rang 5                          |

### Renndaten
- Gemeldet: 22
- Starter: 18
- Gewertet: 11
- Rennklassen: 2
- Zuschauer: 12.000
- Wetter am Renntag: warm, leichter Regen am Rennende
- Streckenlänge: 3,903 km
- Fahrzeit des Siegerteams: 2:30:51,350 Stunden
- Gesamtrunden des Siegerteams: 93
- Gesamtdistanz des Siegerteams: 362,947 km
- Siegerschnitt: 144,355 km/h
- Pole Position: Jean-Louis Schlesser – Sauber-Mercedes C9/88 (#61) – 1:28,620 = 158,537 km/h
- Schnellste Rennrunde: Jean-Louis Schlesser – Sauber-Mercedes C9/88 (#61) – 1:33,580 = 150,134 km/h
- Rennserie: 11. Lauf zur Sportwagen-Weltmeisterschaft 1988